# Novak Simović
Novak Simović (Servisch: Новак Симовић) (Lovćenac, 18 mei 1982) is een Servisch voetbalscheidsrechter. Hij is in dienst van FIFA en UEFA sinds 2019. Ook leidt hij sinds 2011 wedstrijden in de Superliga.
Op 22 oktober 2011 leidde Simović zijn eerste wedstrijd in de Servische eerste divisie. De wedstrijd tussen Rode Ster Belgrado en Novi Pazar eindigde in 3–1. Hij gaf in dit duel vier spelers een gele kaart. De scheidsrechter floot op 4 juli 2019 zijn eerste Europese wedstrijd, tussen Tre Fiori en KÍ Klaksvík in de eerste voorronde van de UEFA Europa League (0–4). In dit duel deelde de Servische leidsman zes gele kaarten uit. Zijn eerste interland leidde hij op 2 juni 2021, toen Bosnië en Herzegovina in een vriendschappelijke wedstrijd met 0–0 gelijkspeelde tegen Montenegro. Tijdens dit duel toonde Simović viermaal zijn gele kaart, exact verdeeld tussen de twee teams.

## Interlands
| Datum            | Plaats                          | Wedstrijd                          | Uitslag | Competitie             | Kreeg geel | Kreeg voor de tweede keer geel en dus rood | Weggestuurd |
| ---------------- | ------------------------------- | ---------------------------------- | ------- | ---------------------- | ---------- | ------------------------------------------ | ----------- |
| 2 juni 2021      | Sarajevo, Bosnië en Herzegovina | Bosnië en Herzegovina – Montenegro | 0 – 0   | Vriendschappelijk      | 4          | 0                                          | 0           |
| 7 juni 2022      | Vilnius, Litouwen               | Litouwen – Turkije                 | 0 – 6   | Nations League 2022/23 | 6          | 0                                          | 0           |
| 17 november 2022 | Skopje, Noord-Macedonië         | Noord-Macedonië – Finland          | 1 – 1   | Vriendschappelijk      | 3          | 0                                          | 0           |
| 26 maart 2023    | Astana, Kazachstan              | Kazachstan – Denemarken            | 3 – 2   | EK 2024 kwalificatie   | 3          | 1                                          | 0           |

Laatst bijgewerkt op 28 maart 2023.